# Cornățelu (okręg Bacău)
Cornățelu – wieś w Rumunii, w okręgu Bacău, w gminie Motoșeni. W 2011 roku liczyła 279 mieszkańców.